# Station Woolwich Arsenal
Woolwich Arsenal is een spoorwegstation in Woolwich in het zuidoosten van Groot-Londen. Het station werd geopend in 1849, maar de huidige stationsgebouwen zijn modern.

## Verbindingen

### North Kent Line
De North Kent Line wordt geëxploiteerd door de spoorwegmaatschappij Southeastern, onderdeel van National Rail. Op deze route ligt Station Woolwich Arsenal tussen Station Woolwich Dockyard en Station Plumstead. National Rail biedt vanaf Woolwich Arsenal de volgende treindiensten aan:
- 6tpu (treinen per uur; buiten de spits) naar London Cannon Street (via Greenwich)
- 2tpu naar London Charing Cross via Lewisham
- 4tpu naar Slade Green
- 2tpu naar Dartford
- 2tpu naar Gillingham via Dartford

### DLR
Het station is sinds 2009 het beginpunt van de London City Airport Branch van de Docklands Light Railway, die geëxploiteerd wordt door Transport for London (TfL). Vanuit Woolwich Arsenal kan men zonder overstappen reizen naar London City Airport, Stratford International en Bank. Het eerstvolgende station van de DLR vanuit Woolwich is King George V in North Woolwich.

### Crossrail
Op 17 mei 2022 werd de Elizabeth line, de oost-west lijn van Crossrail geopend en sinds 24 mei 2022 kunnen de reizigers voor de Elizabeth line instappen op station 200 meter ten noorden van Woolwich Arsenal gebouwd in de historische wijk Royal Arsenal. Er bestaan geen plannen voor een ondergrondse looproute tussen de twee stations.

## Voor- en natransport
Bij Station Woolwich Arsenal kan men overstappen op London Buses 51; 53; 54, 96; 99; 122; 161; 177; 178; 180; 244; 291; 380; 386; 422; 469; 472 en nachtbus N1.

## Stationsgebouw
Het oorspronkelijke stationsgebouw uit 1849 werd in 1906 vervangen door een bakstenen gebouw, dat typerend was voor stations in Zuidoost-Londen. Het werd in 1996 vervangen door een modern gebouw van glas en staal met een ronde luifel en een ronde dakbekroning op de straathoek. Het station werd in 2007-09 uitgebreid met twee identieke paviljoens, waarin zich de toegangen naar de DLR-perrons bevinden.

### Entreegebouwen
Het Station Woolwich Arsenal telt drie afzonderlijke entreegebouwen, die ondergronds en bovengronds met elkaar verbonden zijn. Het entreegebouw van het National Rail treinstation bevindt zich op de hoek van Woolwich New Road en Vincent Road. Vanaf de vrij kleine entreehal, met enkele serviceloketten, kaartverkoopmachines en kaartcontrolepoortjes, voeren trappen naar de lager gelegen perrons. Op het zuidelijk perron is een stationsrestauratie aanwezig. Hier bevindt zich ook een kunstwerk, een groot terracotta wandtegeltableau Workers of Woolwich (Martin Williams, 1993), ter ere van de tienduizenden arbeiders van Royal Arsenal. Iets ten noordwesten van dit gebouw, op de hoek van Woolwich New Road en Spray Street, bevindt zich de oostelijke DLR-entree, een pretentieloze betonnen 'doos' met luifel. Links van de ingang is een koffieketen gevestigd. Vanaf de ruime stationshal voeren trappen naar het ondergrondse eilandperron. De hal is tevens verbonden met de perrons van National Rail. Het andere, min of meer identieke DLR-gebouw bevindt zich op de hoek van Green's End en Beresford Square, tegenover de belangrijkste winkelstraat van Woolwich, Powis Street. In de hal van dit laatste station bevindt zich boven de roltrappen het tegeltableau Streetlife (Michael Craig-Martin, 2008).

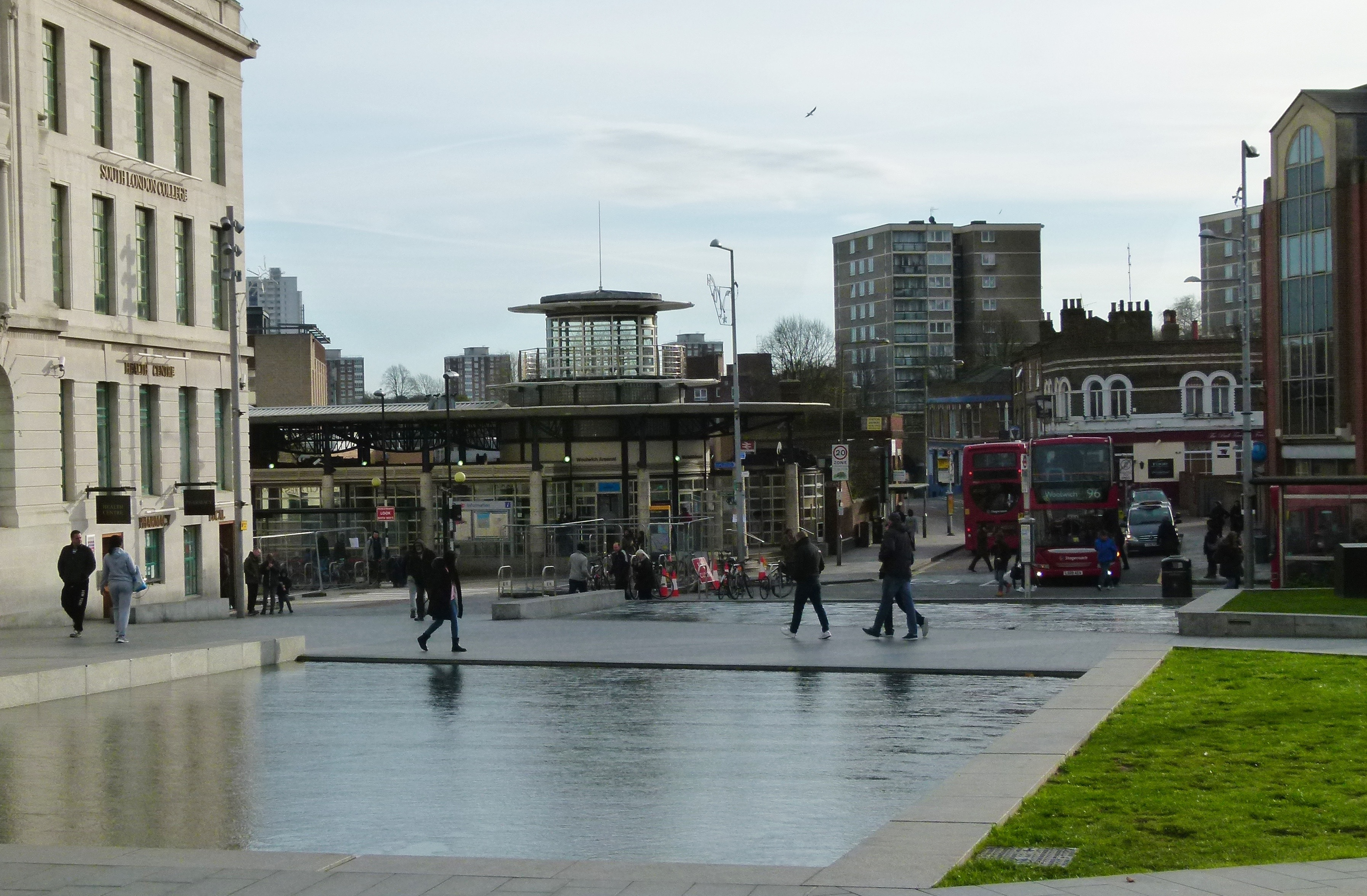
General Gordon Square
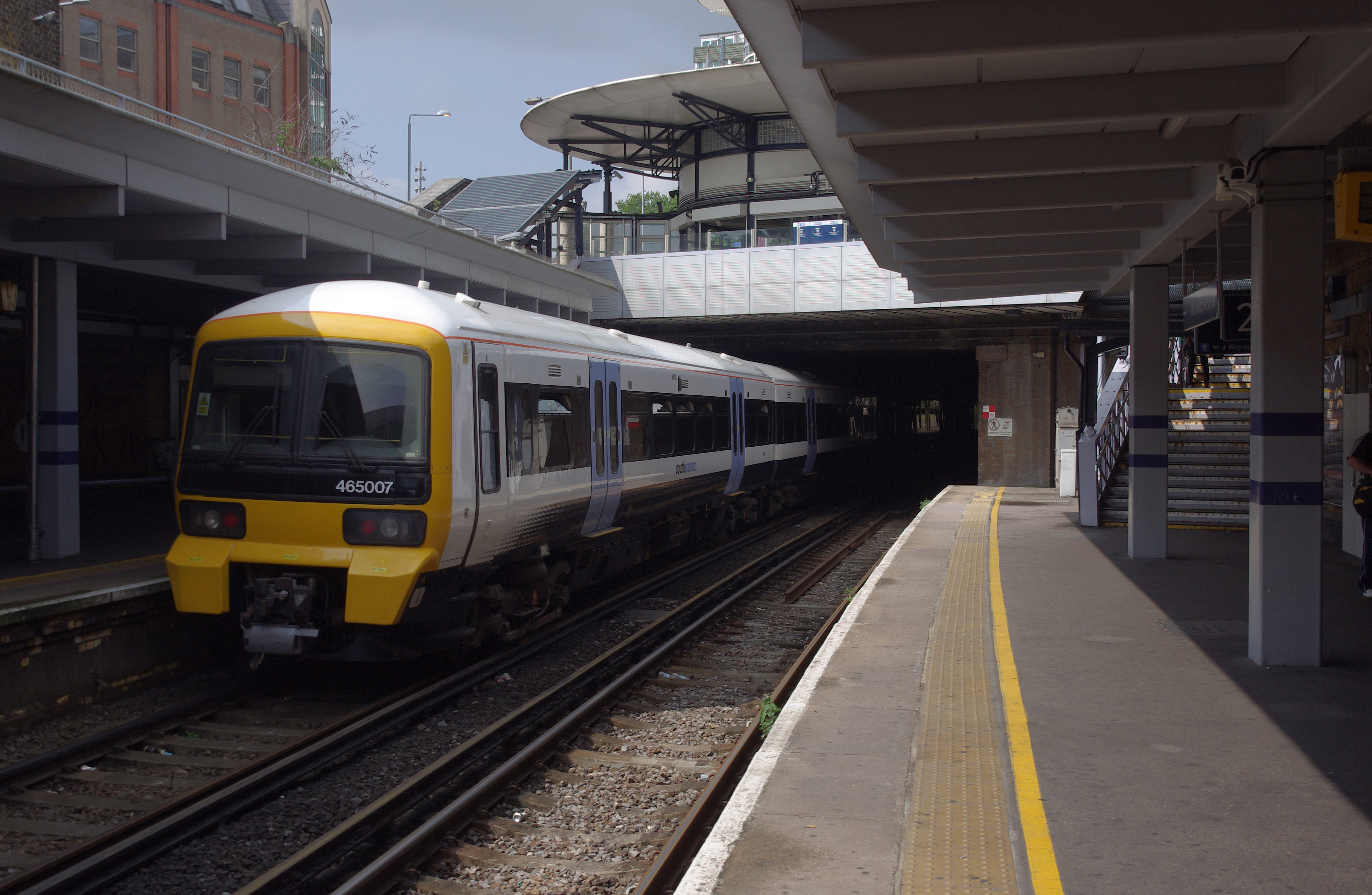
Trein naar Charing Cross
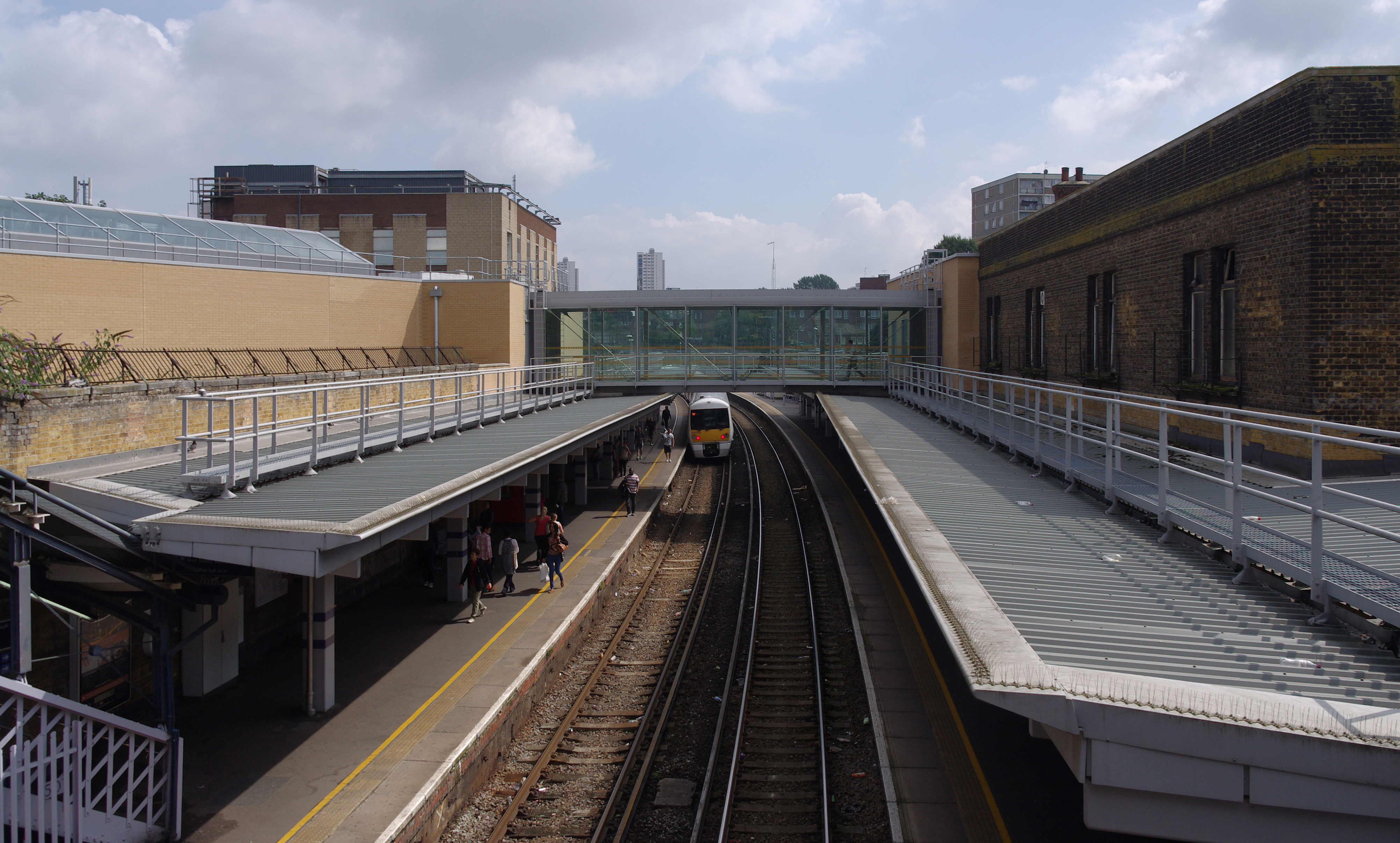
Treinperrons met luchtbrug

### Perrons
Het gedeelte van het station waar de treinen van de North Kent Line halteren, heeft twee gescheiden perrons (platform 1 en 2), die verdiept zijn aangelegd en die beide via trappen vanuit de stationshal te bereiken zijn. De perrons zijn daarnaast bereikbaar via roltrappen en liften vanaf een glazen luchtbrug, die tevens het treinstation verbindt met het DLR-station. Het DLR-station heeft één ondergronds eilandperron (platform 3 en 4). Trappen, roltrappen en liften leiden naar de bovengrondse entreegebouwen.